# Carnaval en Uruguay
El Carnaval en Uruguay es una fiesta popular uruguaya que se realiza  entre fines de enero y comienzos de marzo, extendiéndose principalmente en febrero. Se destaca mundialmente entre otras cosas por considerarse el carnaval más largo del mundo, con aproximadamente cuarenta días de duración. En Montevideo, la capital del país, existe un Museo del Carnaval.
En 2007 la presidencia uruguaya declaró al Carnaval como de Interés Nacional y se lo considera como la máxima fiesta popular.

## Historia

### Orígenes
Los antecedentes del Carnaval uruguayo provienen de
Europa, donde en diferentes contextos, la celebración de las cosechas o de una festividad religiosa, servía como espacio para la reunión de los pueblos, creando un espacio de libertad individual y colectiva. 
Algunas prácticas carnavalescas comunes en Europa, como arrojar salvado y harina, arrojar agua con jeringas, apedrearse con huevos, naranjas, u otros objetos fueron importadas en Uruguay. La importancia de algunas de estas prácticas por parte de los primeros pobladores de la ciudad de Montevideo dieron origen a los festejos de carnaval. Según Juan Carlos Patrón, es posible que en 1860, cuando se construyeron dos fuentes llamadas "Pozos del Rey" y "Las Guerrillas de Furgo" se difundieran y conformaran las primeras prácticas carnavalescas.

### sigloXIX
En buena parte del siglo XIX, durante los tres días de feriado por carnaval, Montevideo se convertía en campo de feroces guerrillas, con el agua cayendo a torrentes desde balcones y azoteas y con el aire surcado por piedras, frutas, verduras, harina, cáscaras de huevos rellenas de agua de olor o huevos de gallina, gaviota o avestruz. Desde las azoteas, las mujeres desafiaban a baldazos a los escaladores que intentaban "asaltar" las casas. Cuando los intrusos ingresaban se producían risas y corridas. Terminado el carnaval de 1885 un periódico informaba que eran muy pocas las viviendas que habían logrado mantener algún vidrio sano. Prácticamente toda la población participaba en estos festejos.
En 1872 se organizó una actuación de comparsas en el Teatro Solís. Las autoridades fueron tomando a su cargo la responsabilidad de organizar los festejos. En 1874 se organizó el primer concurso oficial de comparsas realizado el 16 de febrero en un gran escenario levantado en la plaza Matriz. Participaron 35 comparsas, de las cuales once eran de negros. La concurrencia fue muy numerosa, por la novedad del espectáculo. Al mediodía ya no había sitio donde ubicar más espectadores. 
Fue en esta época cuando empezaron a surgir los primeros grupos carnavalescos como las primeras murgas (llamadas es esa época como mascaradas) y se estima que la primera comparsa, Raza Africana, se creó en 1865.

### SigloXX

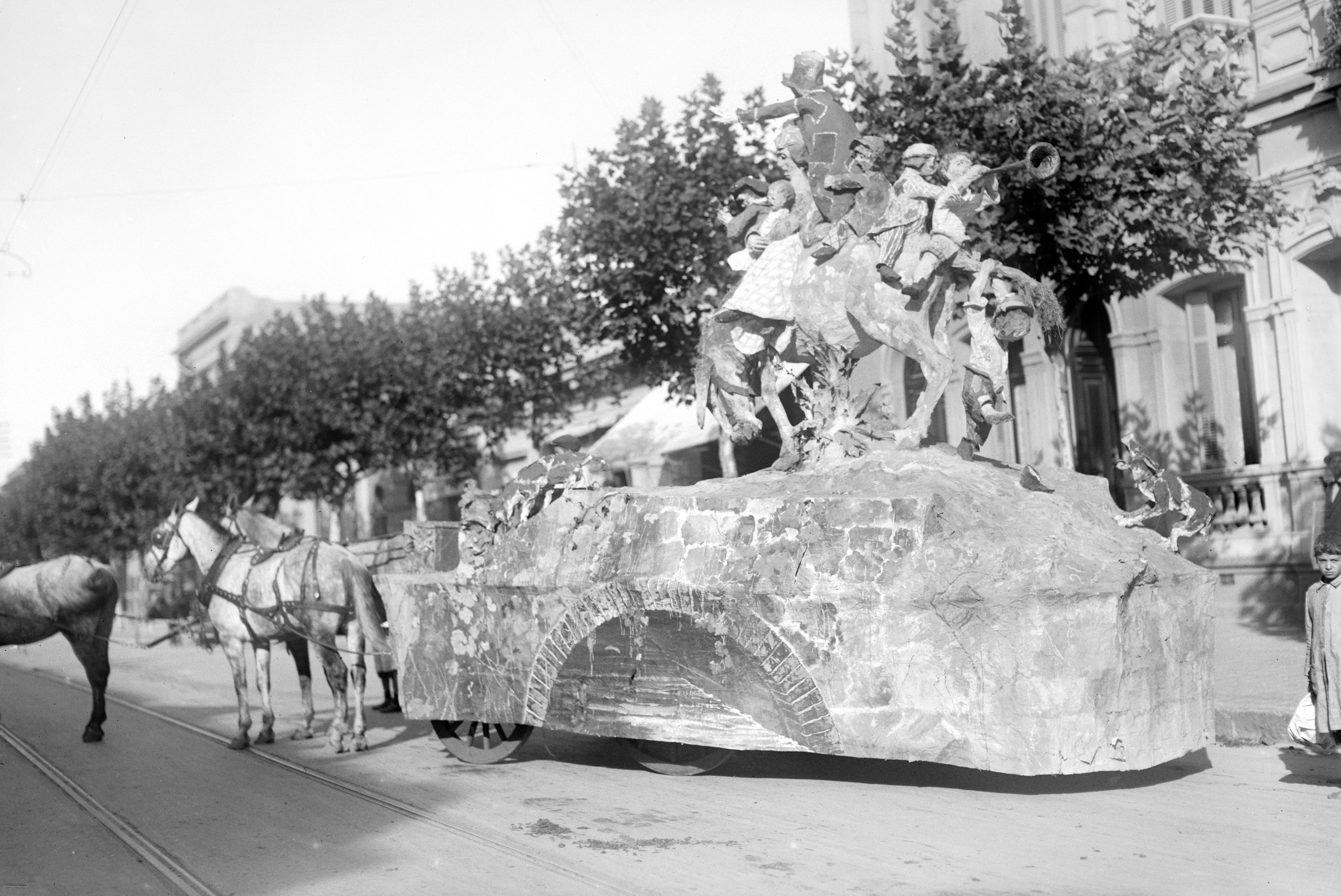
Carro alegórico de Carnaval. Montevideo, 1919.

A comienzos del siglo se empiezan a formar las murgas modernas. En ese entonces era muy popular la zarzuela y varias compañías españolas de este género viajaban a Uruguay. En 1909 una modesta compañía de zarzuela procedente de Cádiz llegó a Montevideo para presentarse en el teatro Casino. Con esta compañía había viajado el actor Diego Muñoz, quien dirigía un conjunto llamado Murga La Gaditana. La Gaditana tenía tantos instrumentos como integrantes, seis: dos saxofones, flauta, pistón, bombo con platillos incorporados (a la usanza de la época), y armónica casera. Un grupo de amigos que fue a ver el espectáculo decidió sacar una murga que llamaron La Gaditana que se va. Esta fue la primera murga uruguaya que actuó en el Carnaval y estaba compuesta por seis jóvenes humoristas que ejecutaban trozos de la murga original. Salía de la calle Ejido y cantaba versos referidos a acontecimientos nacionales, extranjeros, políticos y de interés público.
El Carnaval comienza a institucionalizarse también en esta época, principalmente en la ciudad de Montevideo. En 1905 se crea el actual concurso oficial de comparsas de negros y lubolos, su primera edición fue ganada por Negros de Asia y en 1910 la murga La Gaditana que se va recibe un premio como "Máscaras sueltas", en el concurso oficial.

Afiche promocional de la temporada de fiestas de verano y carnaval 1920-1921.

La Gaditana que se va, al igual que las murgas que surgieron inmediatamente después, tenían sólo seis integrantes, además de su director. Cada uno de ellos ejecutaba un instrumento distinto: flauta, pistón, saxofón, bombo y platillos, a los cuales se les agregaron otros instrumentos caseros, como uno hecho de caños o tubos con una hojilla de fumar en un extremo que el murguista hacía vibrar con su propia voz.
Existen algunas referencias a otras murgas como la Excéntrico Musical, que usaba una batería de cocina a modo de instrumentos de percusión, o Los Pichones de este año, con candelabros que hacían sonar con el recurso de la hojilla de fumar. Las canciones tenían la música de las zarzuelas más populares de la época, iniciando así la tradición murguera de utilizar melodías provenientes de otros estilos.
Los Profesores Diplomados incorporaron al conjunto en 1915 a un negro, que era soldado y tambor de la Escuela Militar, para que tocara el redoblante. Esta idea, fue tomada y perfeccionada por el director José Ministeri (Pepino), quien creó en 1918 con sus Patos Cabreros, la batería de murga tal como se conoce actualmente, compuesta por un bombo los platillos y un redoblante. En un primer momento las murgas cantaban sus melodías con un ritmo adecuado para el desfile, pero luego, gracias a la batería de murga, fue cambiando hasta llegar a la actualmente conocida marcha camión.

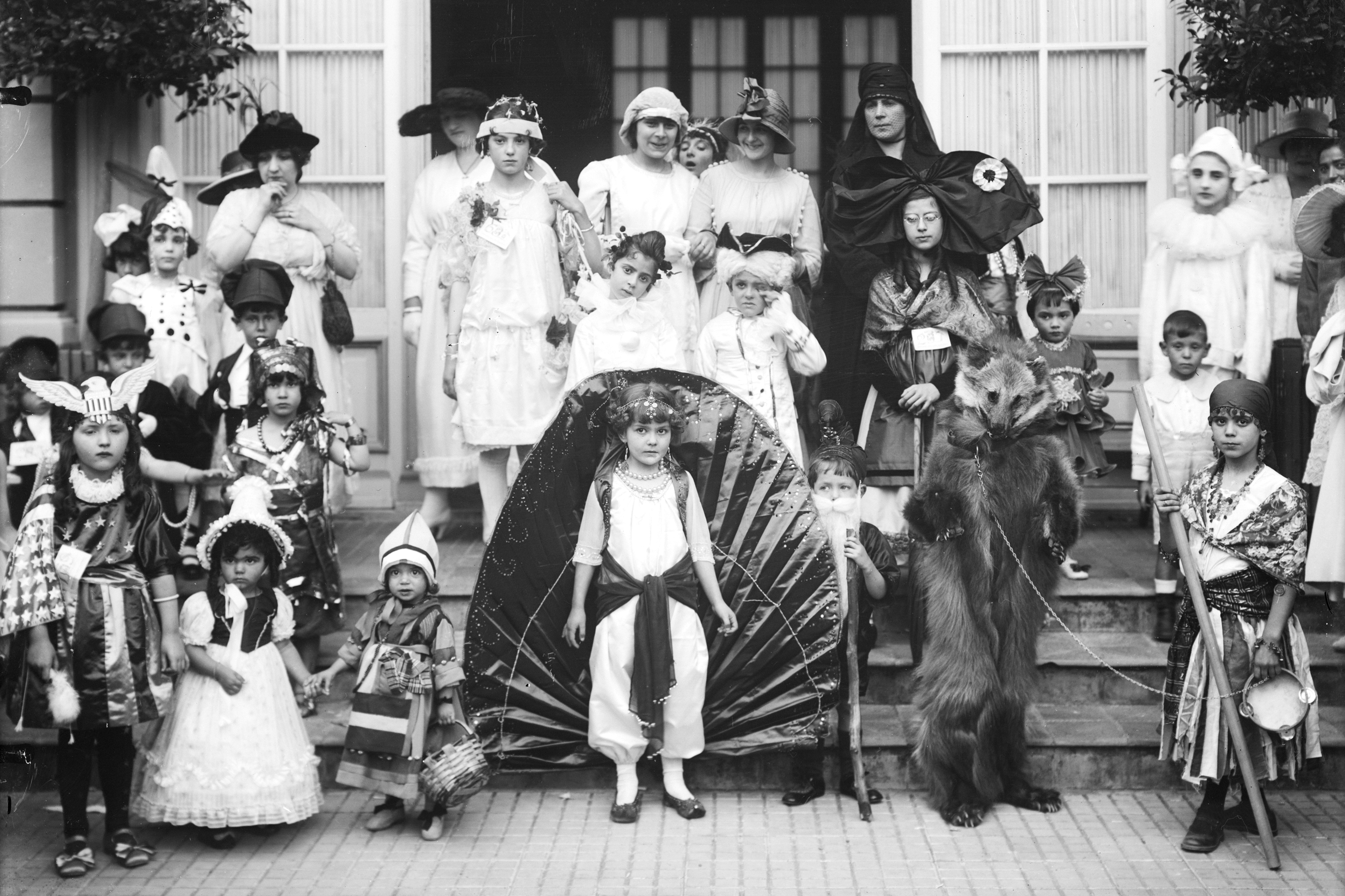
Concurso de disfraces de Carnaval en el Hotel del Prado (Montevideo, Uruguay). Hacia 1918.

Con el pasar de los años, los espectáculos y festividades que se ofrecían en carnaval se diversificaron lo que llevó a la creación de nuevas categorías en los concursos oficiales. En 1934 se incluyó la categoría de revistas que no priorizaba tanto el humor o el canto sino el baile y en 1939 surgió la categoría de parodistas, que a diferencia de las murgas se enfoca más en la representación teatral de humoradas y no tanto en la parte coral. La última categoría que sigue presente en el concurso oficial en crearse fue la de humoristas, cuya primera edición tuvo lugar en 1946. A su vez, el Desfile de llamadas (parte del concurso del carnaval y un evento característico en sí mismo) tuvo su apertura en 1956.
Durante estos primeros años surgieron los primeros grandes grupos carnavalescos así como algunos de sus personajes más icónicos. Algunas agrupaciones como las murgas Patos Cabreros y Curtidores de hongos (el conjunto carnavalesco más antiguo en seguir compitiendo en Carnaval) o la comparsa Esclavos de Nyanza fueron algunos de los conjuntos que marcaron esta época.
En 1952 se crea DAECPU (Directores Asociados de Espectáculos Carnavalescos Populares del Uruguay), la gremial de los conjuntos carnavalescos, a la cual se unirían paulatinamente todos los grupos. Poco tiempo después, en 1956, se realiza el primer Desfile de llamadas en Montevideo, un concurso destinado únicamente para comparsas, y que de cierta forma oficializó las ya conocidas Llamadas barriales que tenían origen en los conventillos de negros (principalmente el de Mediomundo y Ansina).
Durante la década de los 70 y comienzos de los 80 el carnaval se convirtió en un foco de resistencia durante la dictadura militar de Uruguay entre 1973 y 1985 a pesar de la constante censura.[cita requerida]

### Actualidad
Para finales del siglo XX y comienzos del siglo XXI el Carnaval uruguayo comenzó un proceso de profesionalización que continúa hasta el día de hoy, en el que comenzaron a surgir conjuntos que viven exclusivamente de sus ingresos por sus espectáculos, tanto dentro como fuera de los concursos oficiales de Carnaval. Tal es el caso por ejemplo de las murgas Agarrate Catalina, Falta y Resto

## Tipos de festejos
El Carnaval de Montevideo fue adquiriendo con el tiempo, tres formas de festejo: las representaciones teatrales-musicales, los cortejos (corsos, desfiles) y los bailes.

### Los grupos teatrales y musicales
Los grupos teatrales-musicales son representados principalmente por las comparsas y las murgas, si bien existen otros géneros importantes como los ya mencionados parodistas, humoristas y revistas.
Algunos datos prueban la existencia de comparsas de negros hacia 1832. El diario La Matraca del 13 de marzo de ese año contiene algunas referencias a los negros con el tango. Pero las comparsas adquirieron importancia como elemento central de las representaciones del carnaval montevideano recién a partir de 1860. La prensa de la época destacaba a las comparsas de negros La Raza Africana, Pobres Negros Orientales y Los Negros, junto a otras doce comparsas de blancos. 
En el momento en que surgieron las murgas, las comparsas eran los conjuntos de la atención del público. Existían premios al conjunto, la letra, el canto, la música y los trajes, sin distinciones precisas entre los distintos tipos de agrupaciones que se presentaban en el Carnaval. Las comparsas eran grandes conjuntos que llegaban a tener hasta 250 integrantes y con instrumentos de banda tradicional.

### Los corsos y desfiles
En la segunda mitad del siglo XIX los festejos de Carnaval duraban tres noches y se concentraban en el centro de Montevideo. Allí las diversas comparsas desfilaban a lo largo de la avenida 18 de julio, decorada e iluminada especialmente para la ocasión. El desfile contaba con carros alegóricos, que inicialmente eran a tracción a sangre, y luego pasaron a ser mecanizados. En 1873 un edicto policial determinó el horario y el orden en que se realizaría el corso en los tres días de carnaval.
Desde 1943 comenzaron a elegirse por concurso oficial la Reina y las vice-Reinas de Verano y Carnaval. Bajo el destello de cientos de luces, desfilaban las comparsas de negros con sus tamboriles, sus danzas, sus estandartes y símbolos.

### Los bailes
Los bailes de carnaval eran una costumbre de los uruguayos en las primeras décadas del siglo XX. Las más famosas eran fiestas lujosas, celebradas en clubes, hoteles y teatros. Entre tantos, el más aguardado era el baile del Solís, para el que se retiraban las butacas del teatro. Pero también había veladas en casas de familia y en la propia calle. Todos los bailes tenían algo en común: había que ir disfrazado para conservar el anonimato detrás de máscaras y antifaces.

## Eventos del carnaval de Montevideo

### Desfiles
El carnaval en Montevideo se abre con el desfile inaugural de carnaval, que se realiza en la avenida 18 de Julio, donde desfilan las agrupaciones del carnaval (parodistas, murgas, humoristas, revistas y agrupaciones de negros y lubolos), los carros alegóricos, los cabezudos y las reinas del carnaval. Este espectáculo es seguido por decenas de miles de personas en el sitio y por millones a través de los medios de comunicación.
Aproximadamente una semana después, entre los barrios Sur y Palermo, en la calle Isla de Flores, se lleva a cabo el Desfile de llamadas, donde los protagonistas son miles de tambores que tocan el ritmo conocido como candombe. Ésta es la máxima fiesta de la colectividad negra de Uruguay.
Por último, durante todo febrero y parte de marzo las agrupaciones actúan en escenarios llamados tablados y en el concurso oficial en el Teatro de Verano Ramón Collazo. Para participar de este concurso existe una prueba de admisión (los que pasaron a las "finales" en el año anterior no tienen que dar la prueba).
Medio centenar de conjuntos se dividen en las siguientes categorías: comparsas de negros y lubolos, murgas, parodistas, humoristas y revistas.

### Tablados
Además de las exhibiciones en el Teatro de Verano durante el desarrollo del concurso se organizan escenarios, llamados tablados en numerosos sitios de la ciudad y el resto del área metropolitana, donde las agrupaciones presentan sus espectáculos al público. Entre los lugares donde se organizan tablados, destacándose los del Club Malvín, Club Social y Deportivo Sayago, Anfiteatro de las Telecomunicaciones, Museo del Carnaval, Gigante del Buceo, Rural del Prado, Velódromo Municipal de Montevideo, Salus Football Club y Monumental de la Costa.
Las agrupaciones recorren varios tablados por cada jornada.

## Conjuntos del carnaval de Montevideo

### Sociedades de Negros y Lubolos
Las Sociedades de Negros y Lubolos, también llamadas comparsas, son agrupaciones carnavalescas que interpretan diversos ritmos musicales vinculados al candombe y tango. Era tan alta la popularidad de estas "Sociedades" que a partir de la década de 1870, cuando surgen los desfiles, que muchos descendientes de europeos se disfrazaban de afrouruguayos para participar de estas fiestas y eran llamados lubolos.
Estas agrupaciones están integradas por un cuerpo de bailarines, una Cuerda de tambores y la participación de los personajes típicos del candombe, como La Mama Vieja, El escobero y El Gramillero. Aunque tienen su esplendor en los desfiles callejeros también participan en los tablados de carnaval con una actuación bastante distinta, en la que solo participan un pequeño grupo de tambores y bailarines. Los vestuarios son espectaculares y hay un especial énfasis en el canto.

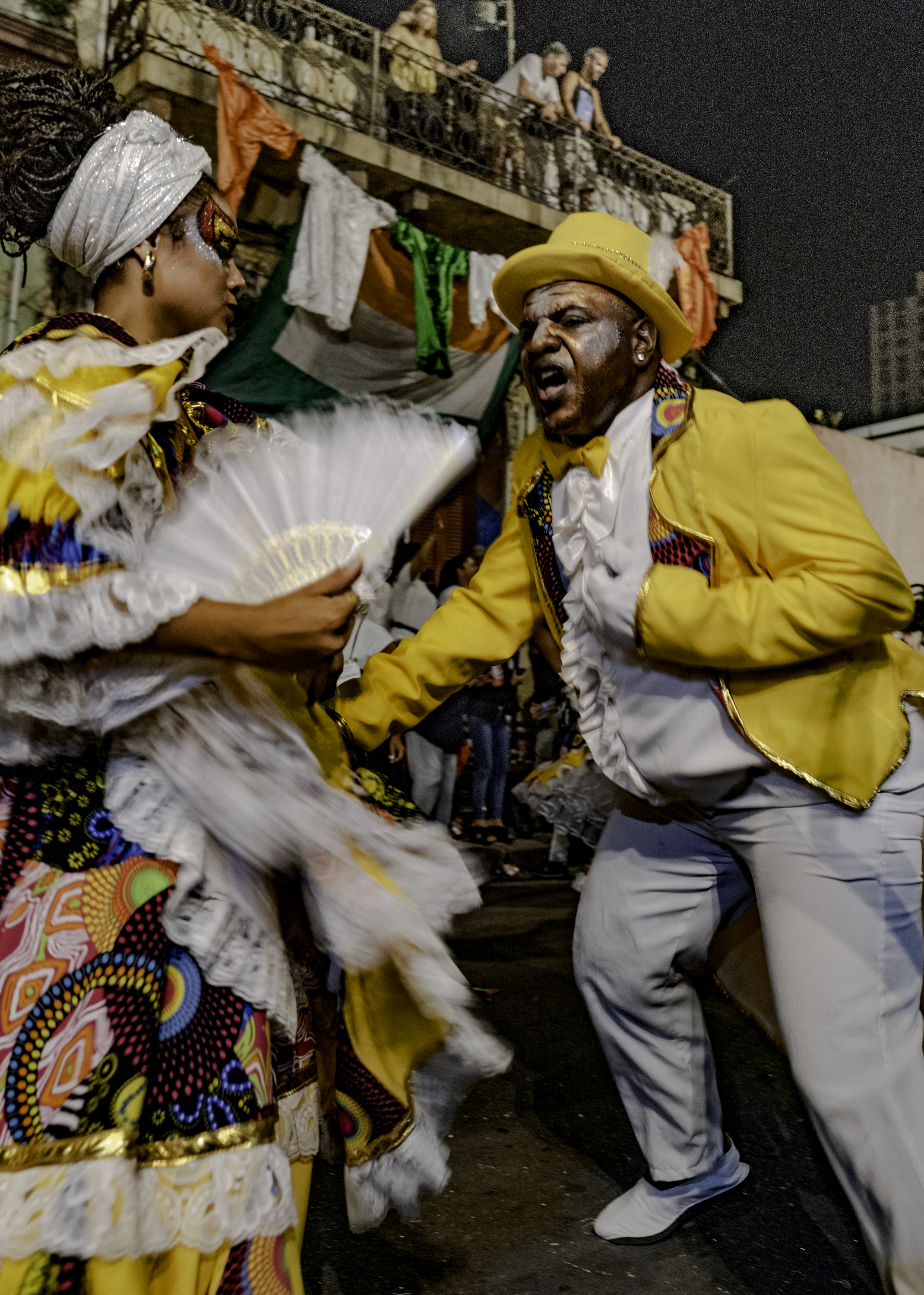
Gramillero y Mama Vieja.
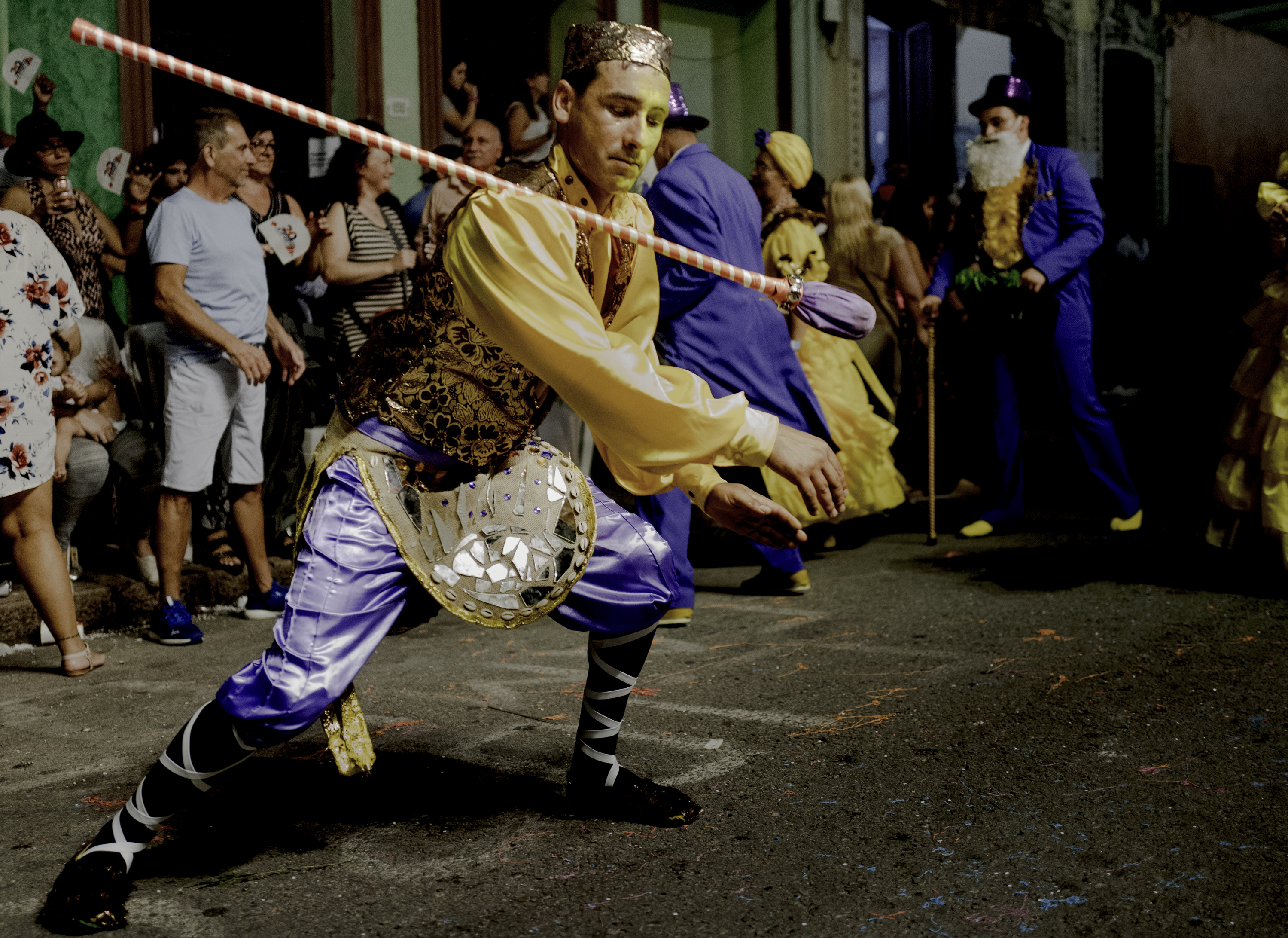
el escobero.
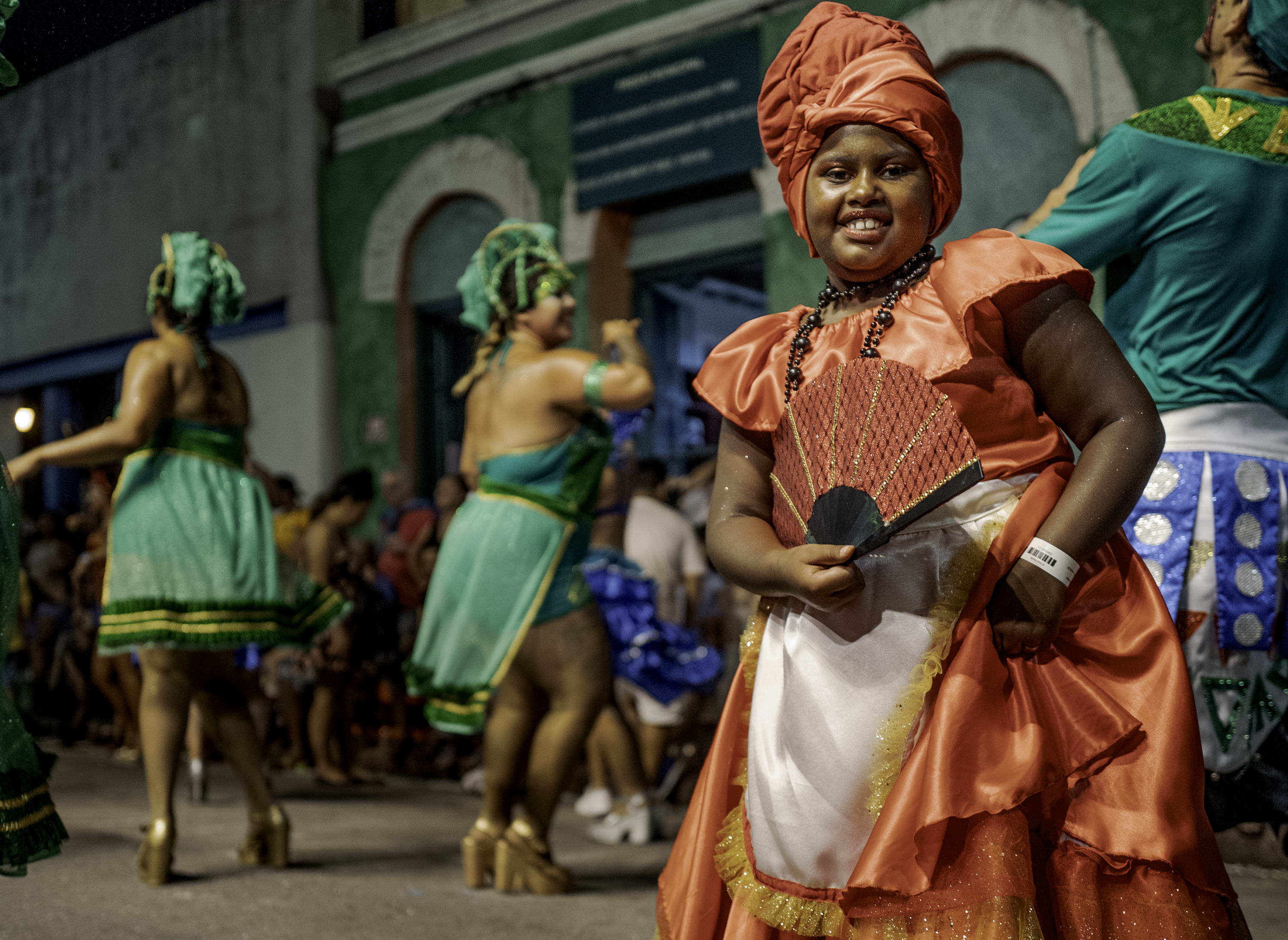
la mama vieja.
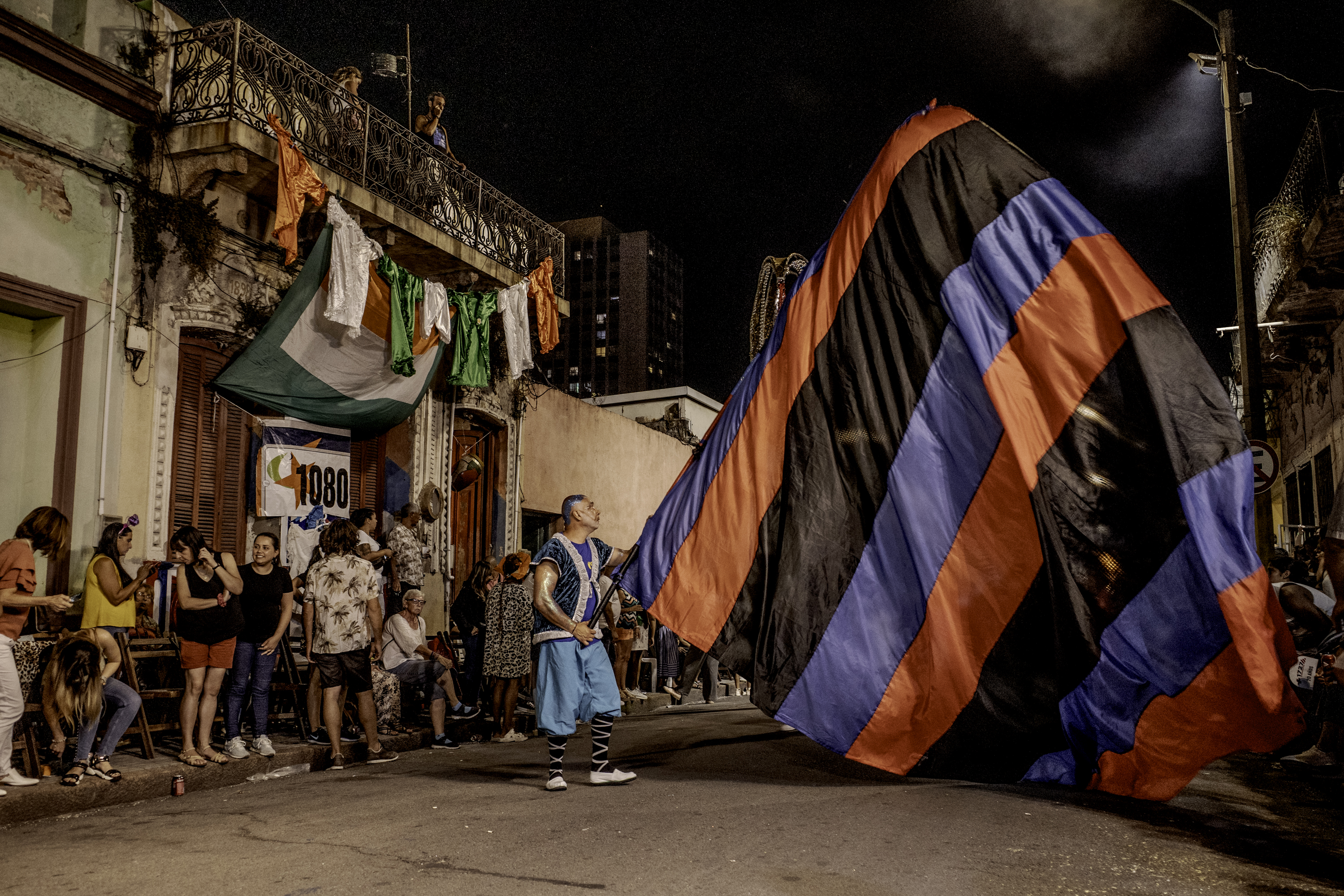
Un portabanderas en las Llamadas.

### Murgas

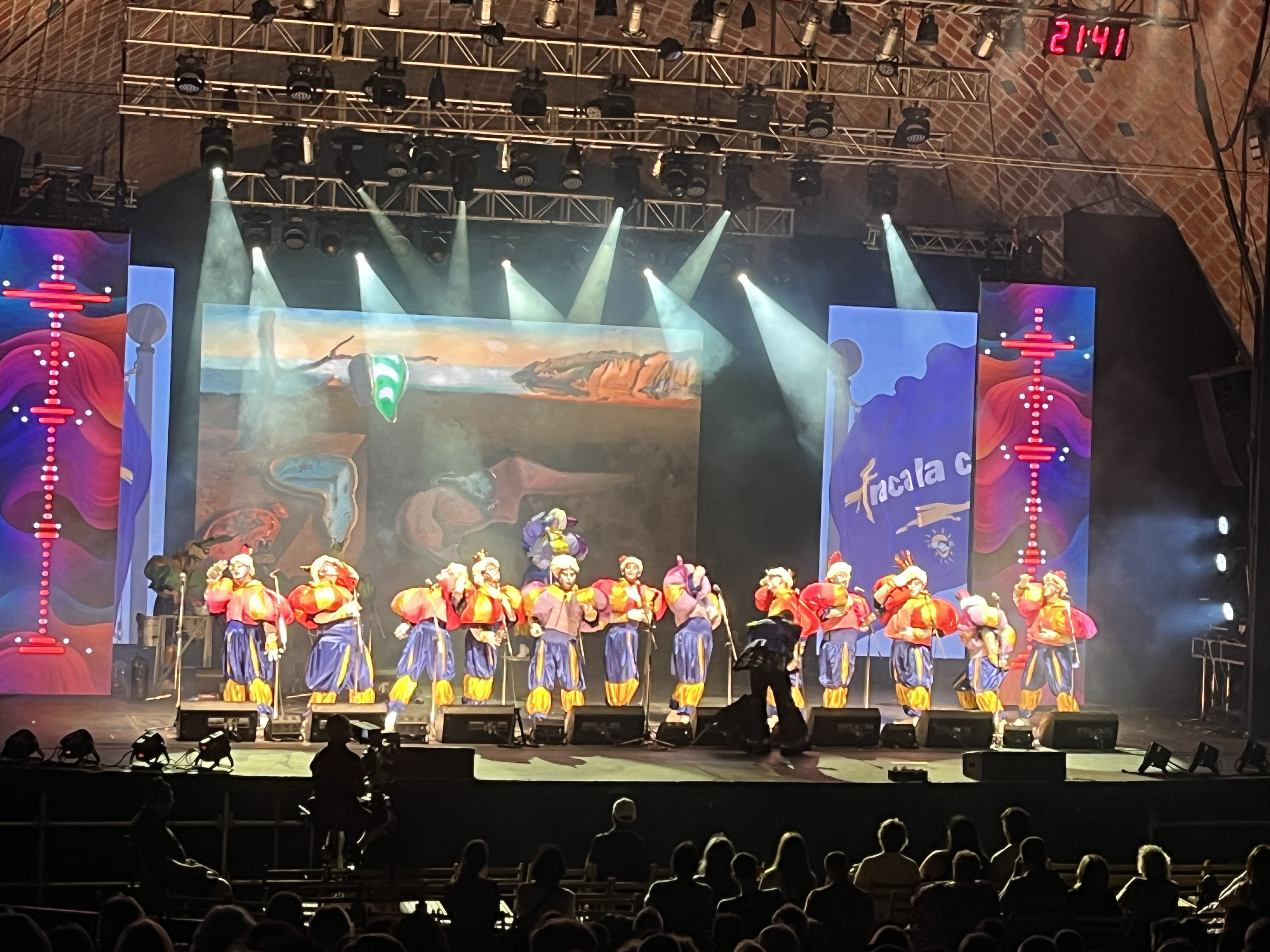
Araca la Cana, una de las murgas uruguayas más populares, actuando en 2024.

Es un género teatral-musical que consiste en un coro de unas 14 a 17 personas, que, acompañados por una batería de murga integrada por un bombo, platillos y redoblante, entona canciones y realiza cuadros musicales (con personajes y línea argumental) donde la temática principal ronda alrededor de los acontecimientos salientes del año, con crítica política y social.

### Humoristas
Hasta 1954 los humoristas y los parodistas eran una misma categoría, pero después se separaron. Su finalidad, como dice su nombre es hacer reír por medio de libretos de ficción. En los humoristas hay una mezcla de cantos, baile y recitado.

### Parodistas
Crean situaciones de humor que desde el punto de vista de la actuación se resuelve en forma similar a la de los humoristas, pero el argumento de los cuadros centrales deben estar basados en una obra previa (novela, película) o en algún personaje histórico. El reglamento oficial dice que las parodias deben ser una "sátira a un hecho o suceso real, en tono jocoso". 
Esta categoría, que incorpora a figuras en general muy populares vinculadas a la actuación y a la música, se ha convertido en una de las más atractivas para el público de carnaval siendo de las más taquilleras en el Teatro de Verano y en los tablados en general. Algunas han llegado a incorporar incluso "hinchadas" que siguen sus actuaciones a lo largo de los diferentes escenarios y desde luego se hacen sentir cuando les toca actuar en el Teatro. En las parodias realizadas se desempeñan coreografías, cantos y un espacio de humor.
En resumen:Los parodistas es una agrupación carnavalera uruguaya en la que los integrantes de la agrupación crean situaciones de humor basada en una historia o personaje ya creado. Dentro del show de los parodistas se puede encontrar humor, cantos y coreografías.
Ellos se basan en componer versos y prosa para ridicularizar en forma de humor algo o alguien.

### Revistas
Las revistas, otra de las categorías del carnaval, declinante en los últimos años, fueron un remedo de las revistas internacionales en especial de las porteñas de la década del cincuenta, pero en los años 80 además empezaron a tener contenido social.
Por entonces, la frivolidad característica de estas expresiones donde el baile, la luminosidad y en especial la belleza de las mujeres que en ellas participaban, es sustituida o va incorporando textos con contenido social y político y se priorizan el canto, el baile y la música sobre el exhibicionismo. No obstante los reglamentos para la categoría, establecen libertad absoluta de expresión por lo que no debe sujetarse a ninguna fórmula preestablecida en cuanto a temática.

### Escuelas de samba
Las escuelas de samba son grupos que cantan y bailan el ritmo de samba. Son originarias de Río de Janeiro, aunque se han popularizado en Uruguay, tanto en Montevideo como en el carnaval de las ciudades fronterizas con Brasil, sobre todo en la ciudad de Artigas y en menor medida en la ciudad de Bella Unión. Si bien no participan del concurso oficial de agrupaciones organizado por la Intendencia de Montevideo ni en el desfile inaugural del carnaval, tienen su propio desfile y la elección de su reina.

### Otras agrupaciones
Además de las agrupaciones que participan del concurso oficial, hay otras que participan en otros dos concursos: 
- "Carnaval de las promesas", anterior al concurso oficial y con conjuntos integrados por niños y jóvenes. En este concurso sí participan escuelas de samba.
- "Murga joven", concurso que se realiza en noviembre, en donde participaron originalmente conjuntos que posteriormente compitieron en el concurso del carnaval mayor como Agarrate Catalina, La Mojigata, Queso magro, Demimurga, Cayó la cabra y otras.

## Carnaval en el interior

### Resumen de ganadores
La siguiente tabla muestra únicamente las obtenciones de los principales premios que las agrupaciones pueden obtener durante el carnaval uruguayo. Para más detalles sobre los concursos de carnaval que se celebran anualmente, ver los resultados de concursos de carnaval en Uruguay.
| Año  | 1° Sociedades de Negros y lubolos                                      | 1° Murgas                                                              | 1° Humoristas | 1° Parodistas | 1° Revistas | 1° Desfile de llamadas                                                 |
| ---- | ---------------------------------------------------------------------- | ---------------------------------------------------------------------- | --- | --- | --- | ---------------------------------------------------------------------- |
| 1905 | Negros de Asia                                                         |                                                                        | | | |                                                                        |
| 1906 |                                                                        |                                                                        | | | |                                                                        |
| 1907 | Esclavos de Asia                                                       |                                                                        | | | |                                                                        |
| 1908 | Esclavos de La Habana                                                  |                                                                        | | | |                                                                        |
| 1909 | Negros de Asia                                                         |                                                                        | | | |                                                                        |
| 1910 |                                                                        | La Gaditana Que Se Va                                                  | | | |                                                                        |
| 1911 |                                                                        | Los Seis Ambulantes                                                    | | | |                                                                        |
| 1912 |                                                                        | La Internacional                                                       | | | |                                                                        |
| 1913 |                                                                        |                                                                        | | | |                                                                        |
| 1914 |                                                                        |                                                                        | | | |                                                                        |
| 1915 | Esclavos de Nyanza                                                     |                                                                        | | | |                                                                        |
| 1916 |                                                                        |                                                                        | | | |                                                                        |
| 1917 |                                                                        | Declarado desierto                                                     | | | |                                                                        |
| 1918 | Esclavos de Nyanza                                                     |                                                                        | | | |                                                                        |
| 1919 | Esclavos de Nyanza                                                     | Don Bochinche y Cia.                                                   | | | |                                                                        |
| 1920 | Esclavos de Nyanza                                                     | Excéntricos Musicales                                                  | | | |                                                                        |
| 1921 | Esclavos de Nyanza                                                     | Don Bochinche y Cia.                                                   | | | |                                                                        |
| 1922 | Esclavos de Nyanza                                                     | Curtidores de hongos                                                   | | | |                                                                        |
| 1923 | Libertadores de África                                                 | Curtidores de hongos                                                   | | | |                                                                        |
| 1924 | Libertadores de África                                                 | Curtidores de hongos                                                   | | | |                                                                        |
| 1925 | Esclavos de Nyanza                                                     | Curtidores de hongos                                                   | | | |                                                                        |
| 1926 | Libertadores de África                                                 | Los Saltimbanquis                                                      | | | |                                                                        |
| 1927 | Esclavos de Nyanza                                                     | Patos Cabreros Curtidores de hongos                                    | | | |                                                                        |
| 1928 | Esclavos de Nyanza                                                     | Patos Cabreros                                                         | | | |                                                                        |
| 1929 | Esclavos de Nyanza                                                     | Patos Cabreros                                                         | | | |                                                                        |
| 1930 | Esclavos de Nyanza                                                     | Patos Cabreros                                                         | | | |                                                                        |
| 1931 | Esclavos de Nyanza                                                     | La Gran Muñeca                                                         | | | |                                                                        |
| 1932 | Pobres Negros Cubanos                                                  | Los Saltimbanquis                                                      | | | |                                                                        |
| 1933 | Guerreros de la Selva Africana                                         | Patos Cabreros                                                         | | | |                                                                        |
| 1934 | Esclavos de Nyanza                                                     | Patos Cabreros Curtidores de hongos                                    | | | Klan Kantar De Juventud |                                                                        |
| 1935 | Pobres Negros Cubanos                                                  | Patos Cabreros Curtidores de hongos Asaltantes Con Patente             | | | Declarado desierto |                                                                        |
| 1936 | Pobres Negros Cubanos                                                  | Los Saltimbanquis                                                      | | | Cantores Sin Cartel |                                                                        |
| 1937 | Pobres Negros Cubanos                                                  | Patos Cabreros Asaltantes Con Patente                                  | | | Los Malcriados Minerva |                                                                        |
| 1938 | La Candombera                                                          | Patos Cabreros Asaltantes Con Patente Saltimbanquis                    | | | Minerva |                                                                        |
| 1939 | Guerreros Del Congo                                                    | La Milonga Nacional                                                    | | Parodistas de Chocolate | No hubo inscriptos |                                                                        |
| 1940 | La Candombera                                                          | Asaltantes Con Patente                                                 | | Parodistas de Chocolate | Negros Melódicos |                                                                        |
| 1941 | Congos Humildes                                                        | Curtidores De Diablos                                                  | | | Negros Melódicos |                                                                        |
| 1942 | Congos Humildes                                                        | Nos Obligan A Salir Diablos Verdes                                     | | Parodistas de Chocolate | Momento Musical |                                                                        |
| 1943 | Los Negros Orientales                                                  | Asaltantes Con Patente                                                 | | Parodistas de Chocolate | Cantores Sin Cartel |                                                                        |
| 1944 | Los Negros Orientales                                                  | Patos Cabreros Los Saltimbanquis                                       | | Trío Santomar Humoristas Del Betún (Como Máscaras Sueltas)                                                                               | Ases Cariocas |                                                                        |
| 1945 | Los Negros Orientales                                                  | Asaltantes Con Patente                                                 | | Trío Santomar Parodistas de Chocolate (Como Máscaras Sueltas)                                                                            | Minerva |                                                                        |
| 1946 | Libertadores de África                                                 | Patos Cabreros                                                         | Humoristas del Betún | Trío Santomar | Momento Musical |                                                                        |
| 1947 | Miscelania Negra                                                       | Asaltantes Con Patente                                                 | Humoristas del Betún | Trío Santomar | Embajada Del Buen Humor |                                                                        |
| 1948 | Miscelania Negra                                                       | Araca la Cana                                                          | Trío Santomar (Entre Dos Y Tres Componentes) Los Charoles (Entre Cuatro Y Siete Componentes) Humoristas Del Betún (Más De 8 Componentes) | Trío Santomar (Entre Dos Y Tres Componentes) Los Charoles (Entre Cuatro Y Siete Componentes) Humoristas Del Betún (Más De 8 Componentes) | Charro Carol/R.Barry (Entre Dos Y Tres Integrantes) Flor De Ciebo (De Cuatro A Siete Integrantes) Caballeros Cantores (Más De Siete Integrantes) |                                                                        |
| 1949 | Añoranzas Negras                                                       | Amantes Al Engrudo                                                     | Dúo Cómico Santomar (De 2 Componentes) Fígaros Armónicos (Más De Doce Componentes)                                                       | Dúo Cómico Santomar (De 2 Componentes) Fígaros Armónicos (Más De Doce Componentes)                                                       | Embajada Del Buen Humor (De 2 A Once Integrantes) Momento Musical (Más De 11 Integrantes)                                                        |                                                                        |
| 1950 | Añoranzas Negras                                                       | Curtidores de hongos                                                   | Humoristas Del Betún | Humoristas Del Betún | Momento Musical |                                                                        |
| 1951 | Añoranzas Negras                                                       | Curtidores de hongos                                                   | Negros Melódicos | Negros Melódicos | Momento Musical |                                                                        |
| 1952 | Añoranzas Negras                                                       | La Milonga Nacional                                                    | Negros Melódicos | Negros Melódicos | Cabalgata Musical |                                                                        |
| 1953 | Añoranzas Negras                                                       | Patos Cabreros                                                         | Negros Melódicos | Negros Melódicos | Momento Musical |                                                                        |
| 1954 | Fantasía Negra                                                         | Patos Cabreros                                                         | Fígaros Armónicos | Fígaros Armónicos | Zorros Negros |                                                                        |
| 1955 | Fantasía Negra Morenada                                                | Los Nuevos Saltimbanquis                                               | La Escuelita del Crimen | Negros Melódicos | Zorros Negros |                                                                        |
| 1956 | Fantasía Negra                                                         | Patos Cabreros                                                         | Humoristas Del Betún | Fígaros Armónicos | Palan Palan | Fantasía Negra Morenada                                                |
| 1957 | Fantasía Negra Añoranzas Negras                                        | Curtidores de hongos                                                   | Humoristas Del Betún | Negros Melódicos | Momento Musical |                                                                        |
| 1958 | Fantasía Negra                                                         | Asaltantes Con Patentes                                                | La Escuelita Del Crimen | Negros Melódicos | Zorros Negros |                                                                        |
| 1959 | Morenada                                                               | Diablos Verdes                                                         | Humoristas Del Betún | Fígaros Armónicos | Palan Palan |                                                                        |
| 1960 | Al Compás Del Tamboril                                                 | Curtidores de hongos                                                   | Los Charoles | Los Chocolates | Palan Palan |                                                                        |
| 1961 | Añoranzas Negras                                                       | Diablos Verdes                                                         | Los Charoles | Fígaros Armónicos | |                                                                        |
| 1962 | Morenada                                                               | Asaltantes con Patente Las Cuarenta                                    | Los Charoles | | |                                                                        |
| 1963 | Fiesta De Tambor                                                       | Don Timoteo                                                            | Jardineros De Harlem | Parodistas De Chocolate | |                                                                        |
| 1964 | Morenada                                                               | Asaltantes Con Patente                                                 | Los Charoles | Negros Melódicos | |                                                                        |
| 1965 | Farándula Negra                                                        | Diablos Verdes                                                         | Jardineros De Harlem | Negros Melódicos | |                                                                        |
| 1966 | Añoranzas Negras                                                       | Don Timoteo                                                            | Jardineros De Harlem | Los Filarmónicos | |                                                                        |
| 1967 | Morenada                                                               | Los Nuevos Saltimbanquis                                               | Los Charoles | Negros Melódicos | Palan Palan |                                                                        |
| 1968 | Añoranzas Negras                                                       | La Milonga Nacional                                                    | Jardineros De Harlem | Los Tamberitos | Palan Palan |                                                                        |
| 1969 | Morenada                                                               | Araca la Cana                                                          | Jardineros De Harlem | Los Tamberitos | Fantasías |                                                                        |
| 1970 | Serenata Africana                                                      | La soberana                                                            | Jardineros De Harlem | Los Sandros | Fantasías |                                                                        |
| 1971 | Serenata Africana                                                      | Patos Cabreros                                                         | La Escuelita Del Crimen | Los Sandros | Palan Palan |                                                                        |
| 1972 | Fantasía Negra                                                         | La Milonga Nacional                                                    | Los Favios | Los Sandros | Festival Carnavalero |                                                                        |
| 1973 | Serenata Africana                                                      | Asaltantes Con Patente                                                 | Los Favios | Los Gaby’S | Fantasías |                                                                        |
| 1974 | Serenata Africana                                                      | Don Timoteo                                                            | Los Chevalier’S | Los Gaby’S | Palan Palan |                                                                        |
| 1975 | Serenata Africana                                                      | Los Saltimbanquis                                                      | La Escuelita Del Crimen | Los Gaby’S | Palan Palan |                                                                        |
| 1976 | Marabunta                                                              | Curtidores de hongos                                                   | La Escuelita Del Crimen | Los Gaby’S | Fantasías |                                                                        |
| 1977 | Esclavos De Nyanza                                                     | Los Nuevos Saltimbanquis                                               | Los Favios | Los Klaper’S | Fantasías |                                                                        |
| 1978 | Esclavos De Nyanza                                                     | La Gran Clásica                                                        | Los Favios | Los Gaby’S | Fantasías |                                                                        |
| 1979 | Marabunta                                                              | La Gran Clásica                                                        | Los Joker’S | Los Gaby’S | Tropicana Show |                                                                        |
| 1980 | Marabunta                                                              | La Milonga Nacional                                                    | Los Favios | Los Klaper's | Tabaré y su Saravah |                                                                        |
| 1981 | Morenada                                                               | Los Saltimbanquis Nuevos Saltimbanquis Diablos Verdes                  | Los Favios | Los Gaby's | Tabaré y su Saravah |                                                                        |
| 1982 | Morenada                                                               | La Milonga Nacional                                                    | Los Favios | Los Klaper's | Uruguay Show |                                                                        |
| 1983 | Marabunta                                                              | Los Saltimbanquis                                                      | Los Joker's | Los Walker's | Uruguay Show |                                                                        |
| 1984 | Marabunta                                                              | Los Saltimbanquis                                                      | La Escuelita del Crimen | Los Walker's | Tabaré y su Saravah |                                                                        |
| 1985 | Morenada                                                               | Los Saltimbanquis La Nueva Milonga Los Arlequines                      | La Escuelita del Crimen Los Favios | Los Gaby's | Musicalísima |                                                                        |
| 1986 | Morenada                                                               | Don Timoteo                                                            | La Escuelita del Crimen | Los Gaby's | Uruguay Show |                                                                        |
| 1987 | Morenada Kanela y su Barakutanga                                       | La Bohemia                                                             | Los Carlitos | Los Walker's | Uruguay Show |                                                                        |
| 1988 | Marabunta                                                              | Falta y Resto                                                          | Los Carlitos | Adam's | Uruguay Show |                                                                        |
| 1989 | Marabunta                                                              | Los Saltimbanquis Falta y Resto                                        | Los Buby's | Los Gaby's | Uruguay Show |                                                                        |
| 1990 | Concierto Lubolo                                                       | Los Saltimbanquis                                                      | La Escuelita del Crimen | Los Gaby's | Fantasías |                                                                        |
| 1991 | Marabunta                                                              | Contrafarsa                                                            | Los Buby's | Adam's | Uruguay Show |                                                                        |
| 1992 | Kanela y su Barakutanga                                                | La Gran Muñeca                                                         | Los Buby's | Los Gaby's | Rebelión |                                                                        |
| 1993 | Sierra Leona                                                           | Los Arlequines La Darsenera                                            | Los Buby's | Los Gaby's | Rebelión |                                                                        |
| 1994 | Yambo Kenia                                                            | La Reina de La Teja Los Arlequines                                     | La Naranja Mecánica | Adams | Rebelión |                                                                        |
| 1995 | Yambo Kenia                                                            | Los Arlequines Los Saltimbanquis                                       | Los Buby's | Los Dundee's | Rebelión |                                                                        |
| 1996 | Kanela y su Barakutanga                                                | La Gran Muñeca                                                         | Los Buby's | Valentinos | Musicalisima |                                                                        |
| 1997 | Kanela y su Barakutanga                                                | Araca la Cana                                                          | Los Buby's | Valentinos | Musicalisima |                                                                        |
| 1998 | Yambo Kenia                                                            | Contrafarsa                                                            | Bubys | Momosapiens | Magazine |                                                                        |
| 1999 | Yambo Kenia                                                            | Los Diablos Verdes                                                     | Los Carlitos | Adams | Magazine | Serenata Africana                                                      |
| 2000 | Yambo Kenia                                                            | Contrafarsa                                                            | Los Carlitos | Momosapiens | Milenio | Sarabanda                                                              |
| 2001 | Yambo Kenia                                                            | Diablos Verdes                                                         | Sociedad Anónima | Momosapiens | Magazine | Serenata Africana                                                      |
| 2002 | Yambo Kenia                                                            | Contrafarsa                                                            | Sociedad Anónima | Nazarenos | Milenio | Serenata Africana Yambo Kenia                                          |
| 2003 | Cuareim 1080                                                           | Diablos Verdes                                                         | Sociedad Anónima | Zíngaros | Talismán | Cuareim 1080                                                           |
| 2004 | Cuareim 1080                                                           | Curtidores de hongos                                                   | Sociedad Anónima | Zíngaros | Éxtasis | Elumbé                                                                 |
| 2005 | Cuareim 1080                                                           | Agarrate Catalina                                                      | Sociedad Anónima | Nazarenos | Magazine | Tronar de Tambores                                                     |
| 2006 | Yambo Kenia                                                            | Agarrate Catalina                                                      | Los Carlitos | Momosapiens | Carambola Magazine | Yambo Kenia                                                            |
| 2007 | Yambo Kenia                                                            | Asaltantes con Patente                                                 | Sociedad Anónima | Jacquet's | Carambola | Cuareim 1080                                                           |
| 2008 | Sarabanda                                                              | Agarrate Catalina                                                      | Sociedad Anónima | Zíngaros | La Compañía | Elumbé                                                                 |
| 2009 | Sarabanda                                                              | A Contramano                                                           | Sociedad Anónima | Zíngaros | La Compañía | Yambo Kenia                                                            |
| 2010 | Tronar de tambores                                                     | A Contramano                                                           | Sociedad Anónima | Zíngaros | La Compañía | Yambo Kenia                                                            |
| 2011 | Tronar de Tambores                                                     | Agarrate Catalina                                                      | Cyranos | Zíngaros | La Compañía | Elumbé                                                                 |
| 2012 | Yambo Kenia                                                            | La Trasnochada                                                         | Sociedad Anónima | Momosapiens | Madame Gótica | Tronar de tambores                                                     |
| 2013 | Sarabanda                                                              | Asaltantes con Patente                                                 | Cyranos | Nazarenos | Madame Gótica | Tronar de tambores                                                     |
| 2014 | Yambo Kenia                                                            | Don Timoteo                                                            | Sociedad Anónima | Zíngaros | Tabú | Cuareim 1080                                                           |
| 2015 | Cuareim 1080                                                           | Patos Cabreros                                                         | Sociedad Anónima | Zíngaros | Tabú | Elumbé                                                                 |
| 2016 | Cuareim 1080                                                           | La Gran Muñeca                                                         | Cyranos | Los Muchachos | House | Cuareim 1080                                                           |
| 2017 | Yambo Kenia                                                            | Don Timoteo                                                            | Cyranos | Nazarenos | House | Cuareim 1080                                                           |
| 2018 | Yambo Kenia                                                            | Los Saltimbanquis                                                      | Cyranos | Zíngaros | Tabú | C 1080                                                                 |
| 2019 | Tronar de tambores                                                     | La Trasnochada                                                         | Cyranos | Nazarenos | Tabú | Tronar de tambores                                                     |
| 2020 | Tronar de Tambores                                                     | Agarrate Catalina                                                      | Los Chobys | Los Muchachos | Tabú | Cenceribó                                                              |
| 2021 | No hubo concurso oficial de carnaval debido a la pandemia de COVID-19. | No hubo concurso oficial de carnaval debido a la pandemia de COVID-19. | No hubo concurso oficial de carnaval debido a la pandemia de COVID-19.                                                                   | No hubo concurso oficial de carnaval debido a la pandemia de COVID-19.                                                                   | No hubo concurso oficial de carnaval debido a la pandemia de COVID-19.                                                                           | No hubo concurso oficial de carnaval debido a la pandemia de COVID-19. |
| 2022 | C 1080                                                                 | Asaltantes con Patente                                                 | Los Chobys | Zíngaros | Tabú | Cenceribó                                                              |
| 2023 | C 1080                                                                 | Asaltantes con Patente                                                 | Los Chobys | Los Muchachos | La Compañía | Candonga Africana                                                      |
| 2024 | Valores                                                                | Nos obligan a salir                                                    | Sociedad Anónima | Zíngaros | Tabú | C 1080                                                                 |